# Artefakt (Album)
Artefakt ist das dritte Album der deutschen Band Aclys. Es erschien 2004 über Burning Season Records. Stilistisch ist es Metalcore mit Einflüssen aus Death Metal.

## Entstehung
Die Arbeiten am Album begannen während der Europa-Tournee im Sommer 2000. Nach dem Ausscheiden des Bassisten Andreas Radischewski verzögerte sich die Aufnahme. Erst als mit dem Session-Bassisten Martin Herting ein Nachfolger gefunden wurde, der später der Band als festes Mitglied beitrat, konnte Aclys mit dem Material ins Studio gehen. 
Die Aufnahmen fanden im Soundstep Studio statt und nahmen zwei Wochen in Anspruch. Der Albumtitel bezieht sich auf das Wort Artefakt. Das zentrale Motiv des Plattencovers ist ein weißer Würfel, der von einem nur als Torso erkennbaren Menschen wie gehalten wird.

## Titelliste
1. Synopsis
2. Bluten
3. Format
4. Profil
5. Gold
6. Placebo
7. Halbtraum
8. Ex Eventu
9. Lepra
10. Kreiszahl
11. Canticum

## Stil
Stilistisch blieben Aclys der Musik ihrer Vorgängeralben treu; doch treten die Anleihen aus dem Death Metal deutlicher zu Tage als noch auf dem Vorgängeralbum Liedergeburt. Der insgesamt tiefere Gesangsstil erreicht in den Songs Bluten und Format sogar die Tonlage ursprünglichen für Death Metal typischen gutturalen Gesang.
Obwohl das Album einen größeren Anteil eingängiger Melodien und akustischer Parts enthält als die bisherigen Veröffentlichungen der Band, wird es doch in vielen Kritiken als „härter“ wahrgenommen. Blastbeats werden häufiger als auf dem Vorgängeralbum eingesetzt und verstärken den Kontrast zu den eingängigeren Passagen. Das musikalische Spektrum hat sich bis in die Bereiche des Black Metal (Bluten, Format, Halbtraum) und Jazz (Ex Eventu, Canticum) ausgeweitet.
Mit Canticum wurde erstmals ein Song vorgestellt, in dem hauptsächlich klarer Gesang zu hören sind und gutturaler nur als Ornament zu dienen scheinen.

## Texte
Die von Dirk Jäger ausschließlich auf Deutsch verfassten Texte greifen neben emotionalen Themen auch Themen aus der Philosophie auf. Dabei kommen zum Teil sehr strenge lyrische Formen und Reimschemata (Beispiel: Bluten a/b/a/c/b/c) zum Einsatz. Es finden sich in den Texten mitunter Allusionen an Werke der Weltliteratur wie beispielsweise an Rainer Maria Rilkes Der Panther im Song Kreiszahl. Eine weitere, versteckte Allusion findet sich im Song Bluten, der einen Doppelvers in Latein enthält, bei dem es sich offenbar um eine Übersetzung aus Stephen R. Donaldsons Buch „Lord Foul’s Bane“ handelt. Dieselbe Zeile wird in ihrem Englischen Original auch im Metallica-Song To Live Is to Die zitiert.